# Universidad Nacional Rosario Castellanos
La Universidad Nacional Rosario Castellanos (UNRC), anteriormente Instituto de Estudios Superiores de la Ciudad de México Rosario Castellanos (IRC) y Universidad Rosario Castellanos (URC) es una universidad pública mexicana dedicada a la educación superior con el objetivo de facilitar el acceso a los jóvenes a través de un sistema de educación dual. 
Se creó por decreto el 23 de mayo de 2019 como un órgano desconcentrado que depende de la Secretaría de Educación, Ciencia, Tecnología e Innovación,  durante la jefatura de Gobierno de Claudia Sheinbaum. Siendo Alma Xóchitl Herrera Márquez nombrada como su primera directora.

## Historia
El 14 de septiembre de 2017, abren la primera sede Gustavo A. Madero ubicado en San Juán de Aragón 2da. Sección, bajo el nombre de Centro de Estudios Superiores (CES), una prueba piloto educativo por el entonces Jefe de Gobierno del Distrito Federal (hoy Ciudad de México) Miguel Ángel Mancera y El Secretario de Educación de la Ciudad de México (actualmente SECTEI) Mauricio Rodríguez Alonso y el Jefe delegacional de Gustavo A Madero Víctor Hugo Lobo Román, acompañado del entonces secretario de desarrollo institucional de la Universidad Nacional Autónoma de México Alberto Ken Oyama Nakagawa en sustitución del rector de la UNAM Enrique Graue, para impulsar por la necesidad de acercar la educación superior a las comunidades. 
Al año siguiente el 11 de septiembre de 2018 inaugura su segunda sede ubicado en el Pedregal de Santa Úrsula el Centro Estudios Superiores Coyoacán por el Jefe de Gobierno de la Ciudad de México José Ramón Amieva y el jefe delegacional de Coyoacán Edgar Pérez Santillán. 
Ese mismo año el CES Coyoacán y Gustavo A Madero, contaban con 8 jefes de carrera y 25 docentes. Se atendían a una comunidad estudiantil de solo 40 alumnos.
El 23 de mayo del 2019, se publicó en la gaceta oficial la entonces Jefa de Gobierno de la Ciudad de México Claudia Sheinbaum ordena la creación oficial del Instituto Rosario Castellanos en sustitución del Centro de Estudios Superiores CES de la prueba piloto, se lanzó la convocatoria docente y fueron seleccionados 40 profesores y la primera directora de dicha institución la Dra. Alma Xochitl Herrera Márquez. Es la primera universidad pública abierta en la Ciudad de México después de la creación de la Universidad Autónoma de la Ciudad de México.
Su finalidad es crear una opción educativa de nivel superior que no tenga procesos de admisión complejos que promuevan desigualdad y acceso diferenciado, por lo que no pide como requisito un examen de admisión.
El 25 de mayo de 2023, fueron aprobadas una serie de reformas a la Ley de Educación de la Ciudad de México por el Congreso de la Ciudad de México, una de ellas, el decreto por el cual al Instituto de Estudios Superiores Rosario Castellanos se le otorga el estatus de universidad y es reconocida como tal.
El 2 de diciembre de 2024, se decreta oficialmente la creación de la Universidad Nacional Rosario Castellanos por la presidenta de México, Claudia Sheinbaum; el secretario de educación pública, Mario Delgado Carrillo; y la directora general del Consejo Nacional de Humanidades, Ciencias y Tecnologías (CONAHCYT), Rosaura Ruiz Gutiérrez. 

## Unidades Académicas Estatales
La UNRC cuenta con trece Unidades Académicas Estatales (UAE), distribuidas en la Ciudad de México, Baja California y Chiapas. Las UAE son: Azcapotzalco, Gustavo A. Madero, Coyoacán, Justo Sierra, La Magdalena Contreras, Euzkadi, Maza de Juárez, Herrerías, Casa de Cultura Milpa Alta, Tierra Unida-Magdalena Contreras, Oceanía-GAM, Casco de Santo Tomás, Comitán y Tijuana.

## Organización
La UNRC ofrece dos modalidades de educación superior a nivel licenciatura: presenciales y a distancia; asimismo, ofrece una oferta de maestrías, doctorados y especialidades. Su oferta educativa consta de 19 licenciaturas, 3 especialidades, 7 maestrías y 3 doctorados:
Licenciaturas - Presencial:
- Licenciatura en Ciencias Ambientales para Zonas Urbanas
- Licenciatura en Ciencias de Datos
- Licenciatura en Ciencias de Datos para Negocios
- Licenciatura en Contaduría y Finanzas
- Licenciatura en Derecho y Criminología
- Licenciatura en Urbanismo y Desarrollo Metropolitano
- Licenciatura en Derecho y Seguridad Ciudadana
- Licenciatura en Humanidades y Narrativas Multimedia
- Licenciatura en Economía y Desarrollo Sostenible
- Licenciatura en Turismo
- Licenciatura en Psicología
- Licenciatura en Relaciones Internacionales
- Licenciatura en Ciencias de la Comunicación
- Licenciatura en Ciencias Ambientales
- Licenciatura en Ingeniería en Control y Automatización
- Licenciatura en Filosofía e Historia
- Licenciatura en Ingeniería en Inteligencia Artificial

Licenciaturas - A distancia:
- Licenciatura en Administración y Comercio
- Licenciatura en Tecnologías de la Información y la Comunicación
- Licenciatura en Mercadotecnia y Ventas
- Licenciatura en Relaciones Internacionales
- Licenciatura en Psicología
- Licenciatura en Derecho y Criminología
- Licenciatura en Humanidades y Narrativas Multimedia
- Licenciatura en Contaduría y Finanzas
- Licenciatura en Derecho y Seguridad Ciudadana

Maestrías:
- Maestría en Ambientes, Sistemas y Gestión de la Educación Multimodal
- Maestría en Cambio Climático y Biodiversidad
- Maestría en Derecho Indígena
- Maestría en Políticas Públicas e Interculturalidad
- Maestría en Territorio y Memoria Histórica
- Maestría en Intervención Docente Innovadora en la Enseñanza Media Superior
- Maestría en Seguridad y Soberanía Alimentarias

Doctorados:
- Doctorado en Ambientes y Sistemas Educativos Multimodales
- Doctorado en Ciencias de la Sustentabilidad
- Doctorado en Investigación Social desde la Complejidad

Especialidades:
- Especialidad en Estrategias Pedagógicas para la Educación Intercultural
- Especialidad en Intervención Innovadora del Docente en Situaciones Emergentes
- Especialidad en Interpretación y Traducción de Lenguas Indígenas en los Servicios Públicos

## Lista de rectores
- Alma Xóchitl Herrera Márquez (desde 2019)